# Max Fuhrmann der Ältere

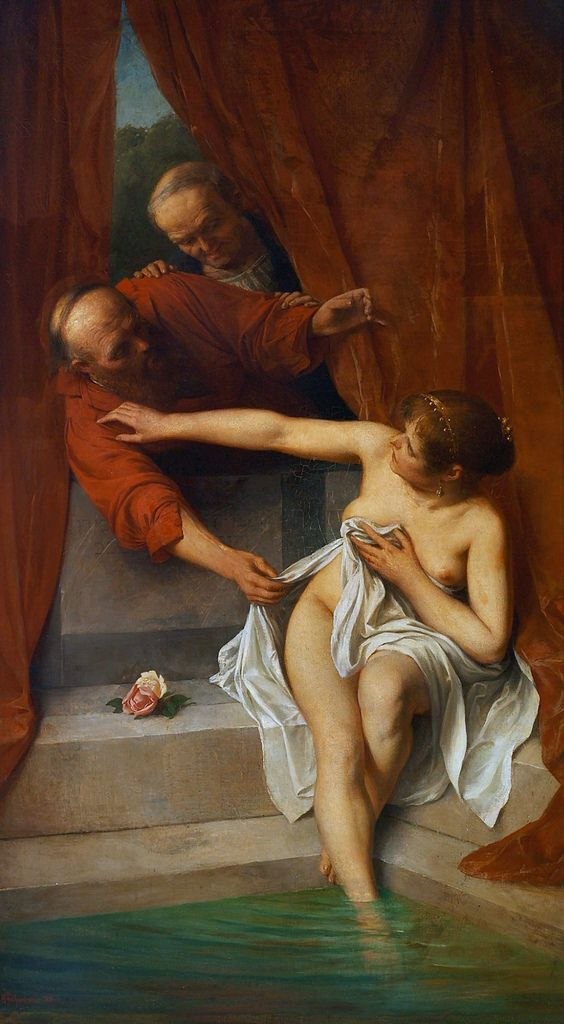
Susanna und die Alten

Max Fuhrmann der Ältere (* 1860 in München; † 31. Mai 1908 ebenda) war ein deutscher Maler.
Nach dem Besuch der Münchner Kunstgewerbeschule studierte Max Fuhrmann seit dem 10. Oktober 1877 an der Königlichen Akademie der Künste in München bei Alexander Strähuber, Gyula Benczúr und Ludwig von Löfftz.
Max Fuhrmann war als freischaffender Künstler in München tätig. Er schuf Staffelbilder, Zeichnungen, Illustrationen, entwarf Kartons zu Kirchenfenstern. Im Jahre 1906 ergänzte er die gotischen Fresken in der Augustinerkirche in Konstanz.
Max Fuhrmann starb im Alter von 48 Jahren. Er war der Vater und erste Lehrer des Malers Max Fuhrmann dem Jüngeren (1891–1953).